# Liste de discussion du noyau Linux
La liste de discussion du noyau Linux (Linux kernel mailing list, abrégé en LKML) est la principale liste de discussion électronique pour le développement du noyau Linux, , où se déroule la majorité des annonces, discussions, débats — parfois enflammés — sur le noyau. De nombreuses autres listes de discussion existent pour échanger sur les différents sous-systèmes et ports du noyau Linux, mais LKML est le principal canal de communication entre les développeurs du noyau Linux. Il s'agit d'une liste très volumineuse, recevant environ 1 000 messages par jour, dont la plupart sont des correctifs de code du noyau.